# HPS4
HPS4‏ (Hermansky-Pudlak syndrome 4, isoform CRA_b) هوَ بروتين يُشَفر بواسطة جين HPS4 في الإنسان.